# Nabú-Mukin-Apli
Nabú-Mukin-Apli (Nabû-mukīn-apli, doslova: „Nabu dal sílu následníkovi“) – byl král Babylonie mezi roky 977 a 942 př. n. l. Byl to zakladatel VIII. babylonské dynastie.
Za jeho vlády byly nájezdy aramejských kočovných kmenů velmi intenzivní. Mnohokrát dosáhly i samotného Babylónu a jiných měst (jmenována je konkrétně Borsippa). Z toho důvodu se v době Nabú-Mukin-Apliho vlády často nepodařilo uskutečnit tradiční novoroční ceremonii, při které byla socha boha Nabua přemisťována mezi Babylonem a Borsippou (Nabu tak „navštěvoval“ svého otce a hlavního boha Marduka) Více informací o jeho vládě nemáme.